# チルド
チルド（英語: chilled）は、冷却されること。「冷やす」を意味する英語の動詞‘‘chill’’の過去分詞である。

## 食品・飲料のチルド
食品・飲料のチルドは、凍結寸前の温度まで冷却して保存すること。
凍結状態の冷凍、半凍結・微凍結状態のパーシャルとは区別される。チルドは低温での冷蔵であるが、冷蔵と区別することもある。
冷蔵庫のチルド室は、英語圏ではそのような言い方はあまりしない。冷蔵室 (refrigerator)、冷凍室 (freezer) に対し、肉室 (meats) と言うのが普通である。
鮮度の低下は温度が低いほど少なくなるが、冷凍してしまっては解凍時に品質が落ちるため、チルドが鮮度を保つのに最も適した温度だと言われる。
温度の定義にはいくつかあるが、
- JAS法（食品保存基準）では、5 ℃以下。なお、冷蔵は10 ℃以下。
- JIS 9607（冷蔵庫の規格）では、0 ℃付近。なお、氷温はマイナス1 ℃付近、パーシャルはマイナス3 ℃付近。

と定められている。
日本郵便や多くの宅配便会社は、チルド便の温度を0 ℃ - 5 ℃としている。
多くのチルド製品（チルド飲料、チルド食品）メーカーは、チルド製品を、製造から販売まで0 ℃ - 10 ℃の温度で管理されている製品としている。また、保存が低温であるだけでなく、加熱殺菌をしなかったり、しても低温殺菌であることが多い。

## 冷凍冷蔵設備
スーパーやコンビニなどのショーケース（要冷蔵食品用）を指して、チルドケース、または略してチルドと呼ぶことがある。

## その他のチルド
- 鋳鉄の鋳造で、急冷などによりセメンタイトが増えることをチル化といい、チル化させた鋳物をチルド鋳物という。硬いが脆い。